# Hennala
Hennala est un quartier de la ville de Lahti en Finlande,.

## L'époque militaire
La garnison de Hennala est construite en 1911-1913, alors que le grand Duché de Finlande est une partie autonome de l'empire russe. 
Avec les garnisons de Riihimäki, Dragsvik et Hämeenlinna, Hennala est l'un des exemples les mieux préservés de l'architecture militaire russe en Finlande. 
La Direction des musées de Finlande l'a classé parmi les sites culturels construits d'intérêt national en Finlande.
Lorsque l'armée russe quitte la Finlande au début de 1918, la guerre civile finlandaise éclate, la garnison de Hennala est occupée par les gardes rouges. 
Après la bataille de Lahti (fi) la garnison de Hennala devient, de 1918 à 1919, le camp de prisonniers de Hennala (fi), où sont emprisonnés plus de 10 000 gardes rouges.
Environ 1 200 d'entre eux y sont morts exécutés, de famine ou à la suite d'épidémies.
De 1920 à 2014, la garnison a abrité le régiment du Häme (fi) et de 1940 à 1994, l'hôpital militaire central No 2.

## La vie civile
Outre l'ancienne zone de garnison, Hennala dispose également d'une usine de conditionnement de Stora Enso et de salles de réunion de l'Église de Jésus-Christ des saints des derniers jours. 
En face de l'église, se trouve un site d'élimination des déchets dangereux.
À la suite du départ des forces armées en 2014, Hennala est promis à un fort développement.
De nombreux nouveaux locaux résidentiels et commerciaux sont prévus à la fois en aménageant les bâtiments de la garnison et en construisant dans son entourage. 
Hennala deviendra à l'avenir un centre résidentiel, de services et d'emplois de plus de 10 000 habitants.

## Galerie

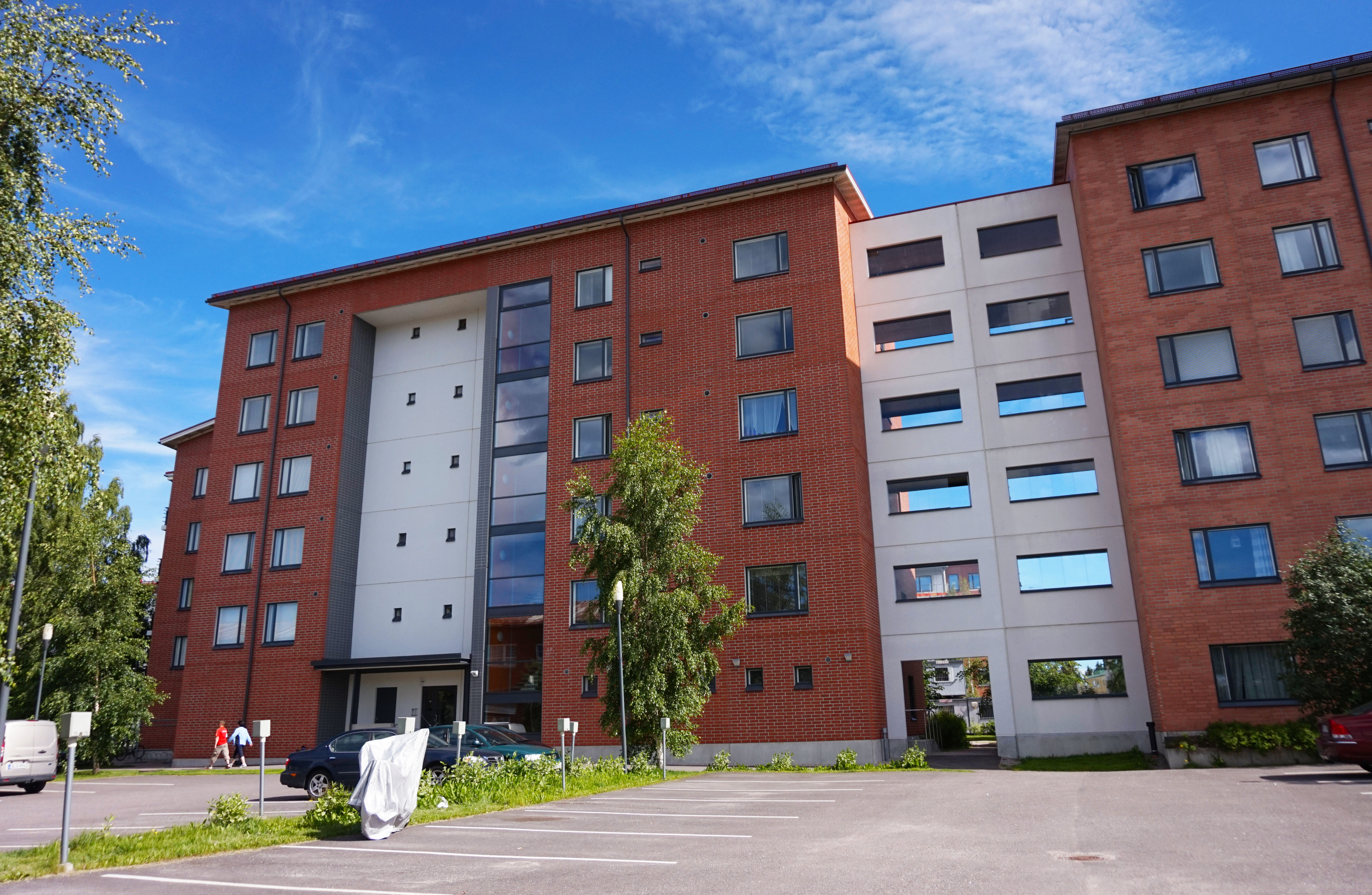
Rue Sorvarinkatu 16.
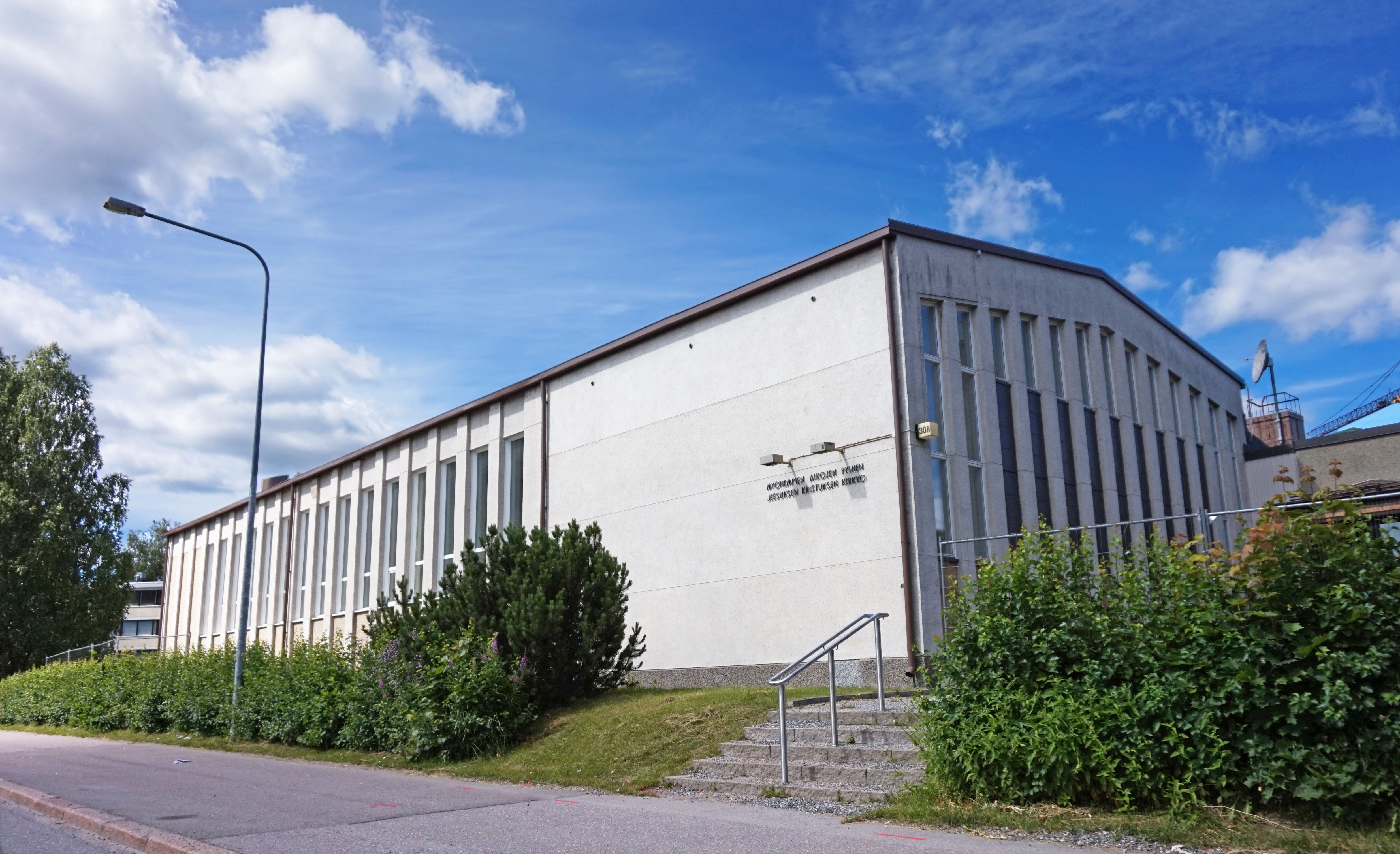
Église mormone.
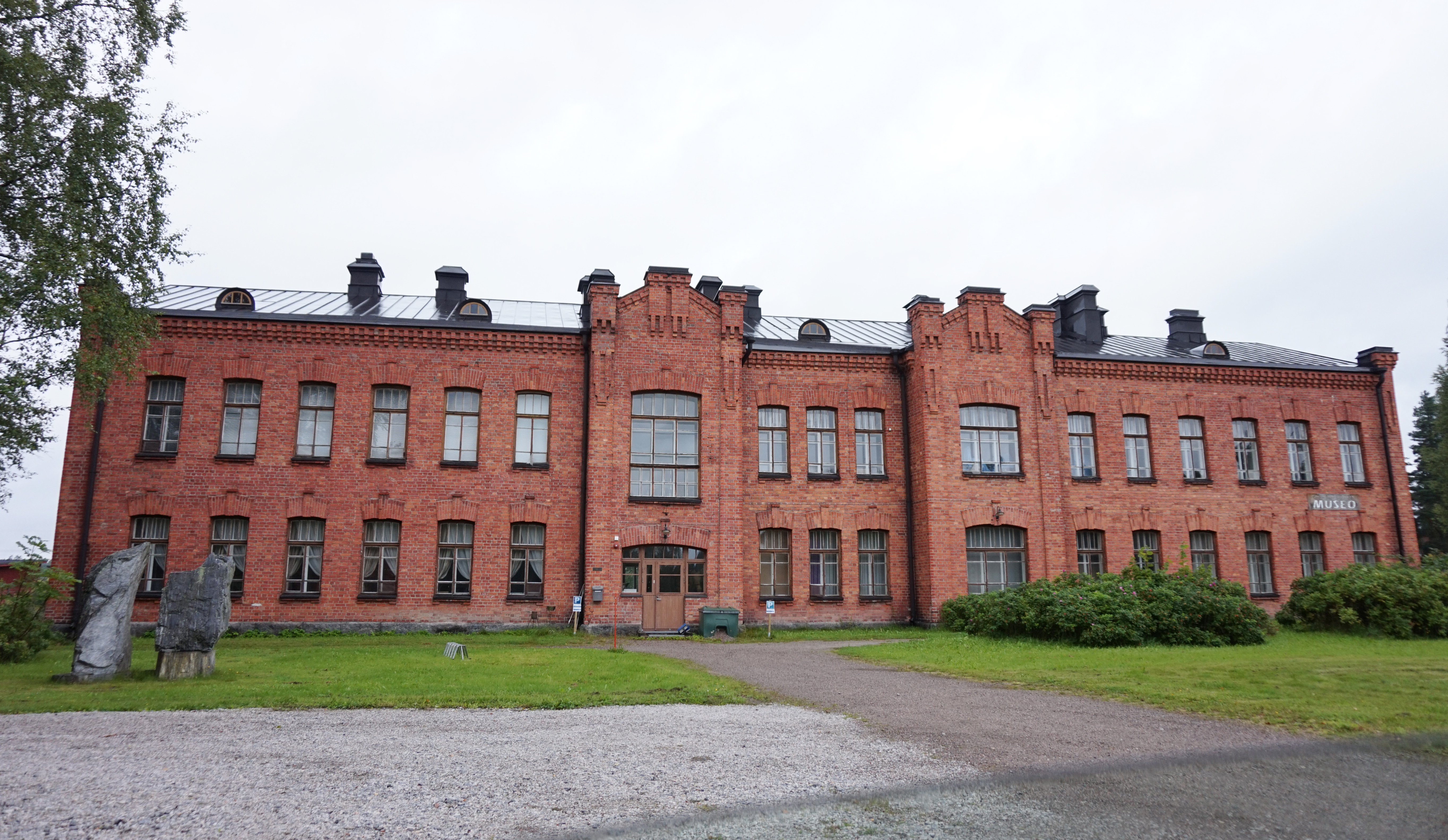
Musée de médecine militaire.
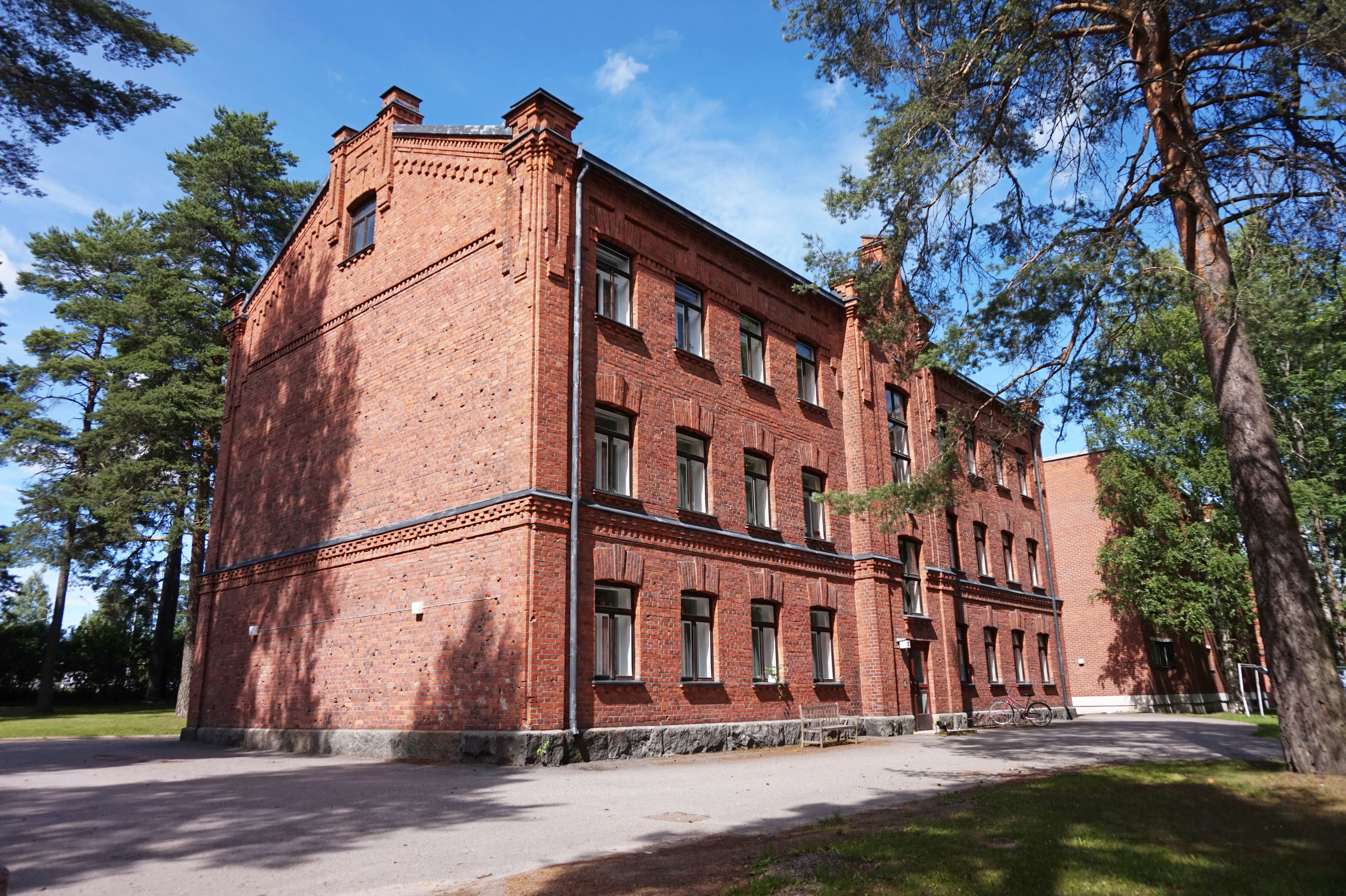
Bâtiment 6 de la caserne.
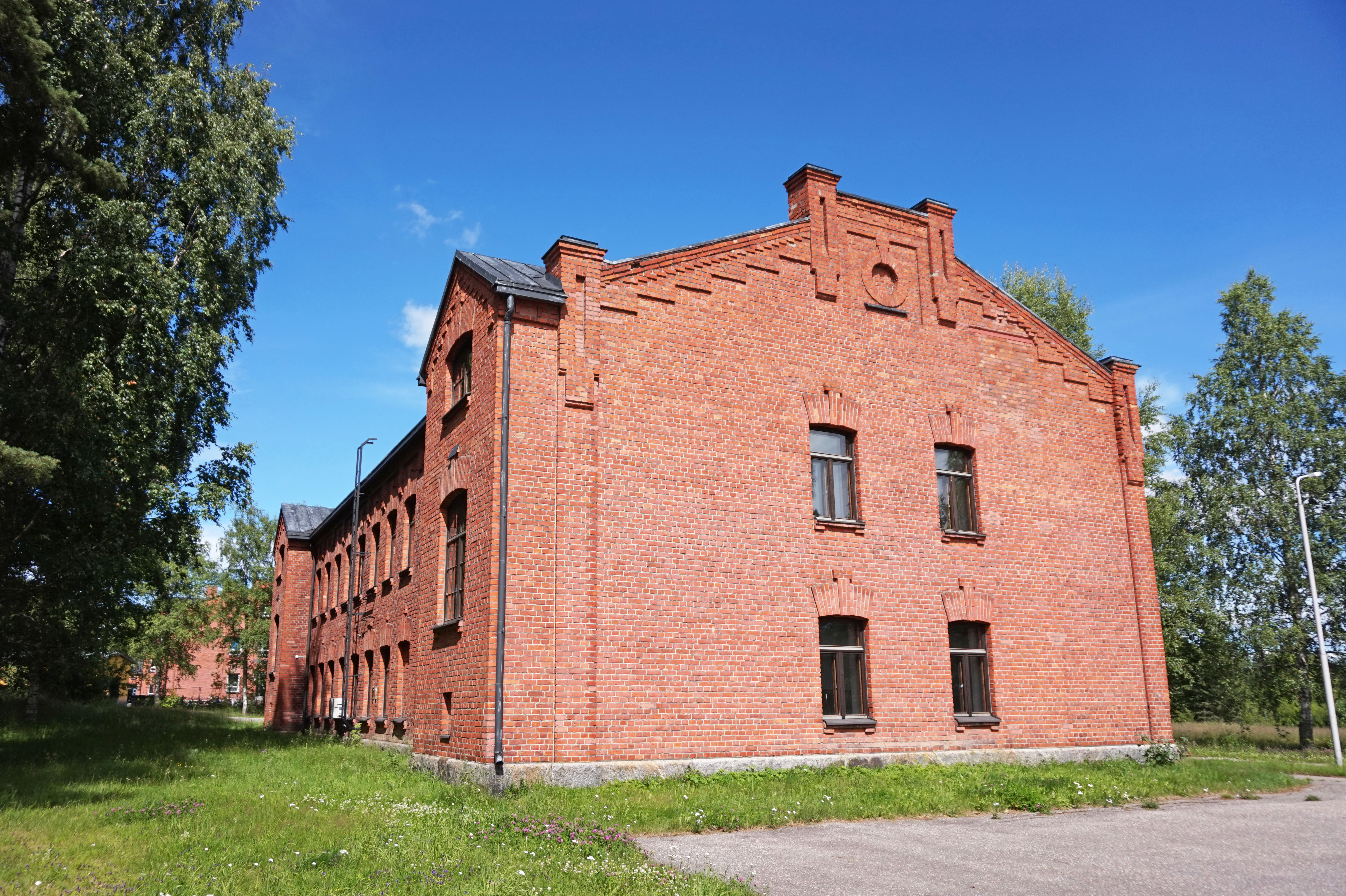
Bâtiment 25 de la caserne.